# کوین کنابجیان
کوین کنابجیان ( انگلیسی: Kevin Knabjian؛ زادهٔ ۵ ژوئیهٔ ۱۹۸۴) رزمی‌کار ارمنی‌تبار اهل ایالات متحده آمریکا است. وی بین سال‌های ۲۰۰۳ تا ۲۰۱۲ میلادی فعالیت می‌کرد. وی برای یواف‌سی و WEC رقابت نموده است.

## زندگی‌نامه
وی در ۵ ژوئن ۱۹۸۴ در شیکاگو، ایلینوی به دنیا آمد و با مدرک مدیریت اجرایی کسب و کار از دانشگاه ایلینوی شرقی فارغ‌التحصیل گشت. .

## Mixed martial arts record
| بررسی رکورد مسابقات حرفه‌ای |        |        |
| 20 مسابقه                  | 12 برد | 7 باخت |
| ناک‌اوت                     | 6      | 3      |
| تسلیم                      | 6      | 3      |
| تصمیم داور                 | 0      | 1      |
| تساوی                      | 1      | 1      |
| No contests                | 0      | 0      |

| نتیجه.    | رکورد  | حریف             | روش                      | رویداد                                               | تاریخ          | راند | زمان | مکان                                       | یادداشت             |
| --------- | ------ | ---------------- | ------------------------ | ---------------------------------------------------- | -------------- | ---- | ---- | ------------------------------------------ | ------------------- |
| باخت      | 12–7–1 | Drew Fickett     | تسلیم (guillotine choke) | WMMA 1: Fighting for a Better World                  | ۳۱ مارس ۲۰۱۲   | 1    | 3:38 | ال پاسو، تگزاس، ایالات متحده آمریکا        | Lightweight bout.   |
| برد       | 12–6–1 | Brandon Adamson  | تسلیم (kimura)           | XFO 42: Xtreme Fighting Organization                 | ۱۰ دسامبر ۲۰۱۱ | 1    | 1:44 | هافمن استیتز، ایلینوی، ایالات متحده آمریکا |                     |
| برد       | 11–6–1 | John Tarrh       | تسلیم (punches)          | PCF: TWC 9: Berserk                                  | ۱۶ ژوئیه ۲۰۱۱  | 1    | 0:36 | ایندیاناپلیس، ایالات متحده آمریکا          |                     |
| باخت      | 10–6–1 | Nick Duell       | ناک‌اوت (head kick)       | NAAFS: Caged Vengeance 9                             | ۱۶ آوریل ۲۰۱۱  | 2    | 1:01 | کانتون، اوهایو، ایالات متحده آمریکا        |                     |
| باخت      | 10–5–1 | Brian Gassaway   | تصمیم داور (unanimous)   | Bellator 25                                          | ۱۹ اوت ۲۰۱۰    | 3    | 5:00 | شیکاگو، ایلینوی، ایالات متحده آمریکا       |                     |
| باخت      | 10–4–1 | Jacob Volkmann   | تسلیم (D'arce choke)     | Bellator 7                                           | ۱۵ مه ۲۰۰۹     | 2    | 1:42 | شیکاگو، ایلینوی، ایالات متحده آمریکا       |                     |
| برد       | 10–3–1 | Jacob Kuester    | تسلیم (heel hook)        | Extreme Challenge 101                                | ۱۱ ژوئیه ۲۰۰۸  | 1    | 4:26 | فرانکلین، ویسکانسین، ایالات متحده آمریکا   |                     |
| برد       | 9–3–1  | Mario Stapel     | ناک‌اوت فنی (punches)     | Primetime Fighting Championships                     | ۳۰ مه ۲۰۰۸     | 1    | 2:02 | مریلوایل، ایندیانا، ایالات متحده آمریکا    |                     |
| برد       | 8–3–1  | Josh Rafferty    | ناک‌اوت فنی (punches)     | Xtreme Fighting Organization 22                      | ۲۳ فوریه ۲۰۰۸  | 1    | 1:58 | کریستال‌لیک، ایلینوی، ایالات متحده آمریکا   |                     |
| برد       | 7–3–1  | Josh Lee         | تسلیم (rear-naked choke) | AB: Lockdown                                         | ۲ اوت ۲۰۰۷     | 1    | 3:51 | شیکاگو، ایلینوی، ایالات متحده آمریکا       |                     |
| باخت      | 6–3–1  | Brock Larson     | ناک‌اوت فنی (punches)     | WEC 28                                               | ۳ ژوئن ۲۰۰۷    | 1    | 0:27 | لاس وگاس، ایالات متحده آمریکا              |                     |
| برد       | 6–2–1  | Jedrzej Kubski   | ناک‌اوت فنی (punches)     | IMMAC 2: Attack                                      | ۲۱ آوریل ۲۰۰۷  | 2    | 1:20 | شیکاگو، ایلینوی، ایالات متحده آمریکا       |                     |
| برد       | 5–2–1  | Grant Sarver     | تسلیم (armbar)           | CFC 1: Explosion                                     | ۱۶ دسامبر ۲۰۰۶ | 2    | 0:48 | تینلی پارک، ایلینوی، ایالات متحده آمریکا   |                     |
| برد       | 4–2–1  | Joe Geromiller   | ناک‌اوت فنی (punches)     | Courage Fighting Championships 7                     | ۲۵ نوامبر ۲۰۰۶ | 3    | 0:55 | دکیتر، ایلینوی، ایالات متحده آمریکا        |                     |
| برد       | 3–2–1  | Randy Newell     | تسلیم (armbar)           | APEX: Undisputed                                     | ۳ سپتامبر ۲۰۰۵ | 1    | 0:55 | مونترآل، استان کبک، Canada                 |                     |
| برد       | 2–2–1  | Andre Garcia     | ناک‌اوت فنی               | DC 2: Duneland Classic 2                             | ۶ اوت ۲۰۰۵     | 1    | N/A  | پورتیج، ایندیانا، ایالات متحده آمریکا      |                     |
| باخت      | 1–2–1  | LaVerne Clark    | ناک‌اوت (punch)           | Courage Fighting Championships 1                     | ۲۴ ژوئیه ۲۰۰۴  | 2    | 0:10 | دکیتر، ایلینوی، ایالات متحده آمریکا        | Welterweight debut. |
| باخت      | 1–1–1  | Miguel Gutierrez | تسلیم (rear-naked choke) | Cage Fighting Championship: Ultimate Fighting Mexico | ۱۵ نوامبر ۲۰۰۳ | 2    | N/A  | مونتری، Mexico                             |                     |
| برد       | 1–0–1  | Nino Marroquin   | ناک‌اوت فنی (punches)     | CFM: Cage Fighting Monterrey                         | ۲۳ مه ۲۰۰۳     | 3    | N/A  | مونتری، Mexico                             |                     |
| مساویDraw | 0–0–1  | Adam Gibson      | Draw                     | Shooto: Midwest Fighting                             | ۲۱ مه ۲۰۰۳     | 2    | 5:00 | هموند، ایندیانا، ایالات متحده آمریکا       |                     |